# Cryptantha alyssoides
Cryptantha alyssoides är en strävbladig växtart som först beskrevs av A. Dc., och fick sitt nu gällande namn av Karl Friedrich Carlos Federico Reiche. Cryptantha alyssoides ingår i släktet Cryptantha, och familjen strävbladiga växter. Inga underarter finns listade i Catalogue of Life.